# Amarantine (песен)
„Amarantine“ е сингъл на ирландската певица, композиторка и музикантка Еня – първият взет от едноименния ѝ албум от 2005 г. Думата идва от старогръцки и означава „вечен“ или „безсмъртен“ (същото като разстението щир (Amaranthus)). Сингълът е издаден в Обединеното кралство на 5 декември 2005 г.
Издадени са няколко версии на сингъла, някои от които съдържат три песни, а други пропускат парчето Spaghetti Western. В някои райони Рипрайз Рекърдс пуска като сингъл както „Part I“, съдържащ „Amarantine“ и „The Comb of the Winds“, така и „Part II“, съдържащ и трите песни.
„Spaghetti Western Theme“ е нетипичен за Еня запис, вдъхновен от творчеството на Енио Мориконе в спагети уестърн класиките „За шепа долари“ и „ Добрият, лошият и злият“. Неиздаван дотогава запис от саундтрака на телевизионния сериал на Би Би Си „The Celts“ от 1986 г., Еня го пуска в памет на продуцента на Би Би Си Тони Маколи.
Тя изпълнява песента в американските сутрешни токшоута Live! with Regis and Kelly и The Early Show.
Песента е включена във втория сборен албум на Еня от 2009 г. The Very Best of Enya.

## Сингъл
| №  | Име                                    | Време |
| -- | -------------------------------------- | ----- |
| 1. | Amarantine (single version)            | 3:07  |
| 2. | The Comb of the Winds                  | 3:39  |
| 3. | Spaghetti Western Theme from The Celts | 1:57  |

Френски CD сингъл
1. Amarantine (album version)
2. Boadicea (single edit)
3. Orinoco Flow

## Класации
| Класация (2005)                            | Топ позиция |
| ------------------------------------------ | ----------- |
| Австрийска класация за сингли              | 28          |
| Френска класация за сингли                 | 13          |
| Немска класация за сингли                  | 47          |
| Ирландска класация за сингли               | 48          |
| Японска седмична класация за сингли Oricon | 71          |
| Швейцарска класация за сингли              | 36          |
| Ю Кей Сингълс Чарт                         | 53          |
| Hot Adult Contemporary Trakcs (САЩ)        | 12          |
| Билборд Хот 100                            | 10          |